# Dolga Poljana
Dolga Poljana é uma vila localizada no município de Ajdovščina na Eslovênia. Possuía uma população estimada de 381 habitantes em 2020.